# John Joseph Keane

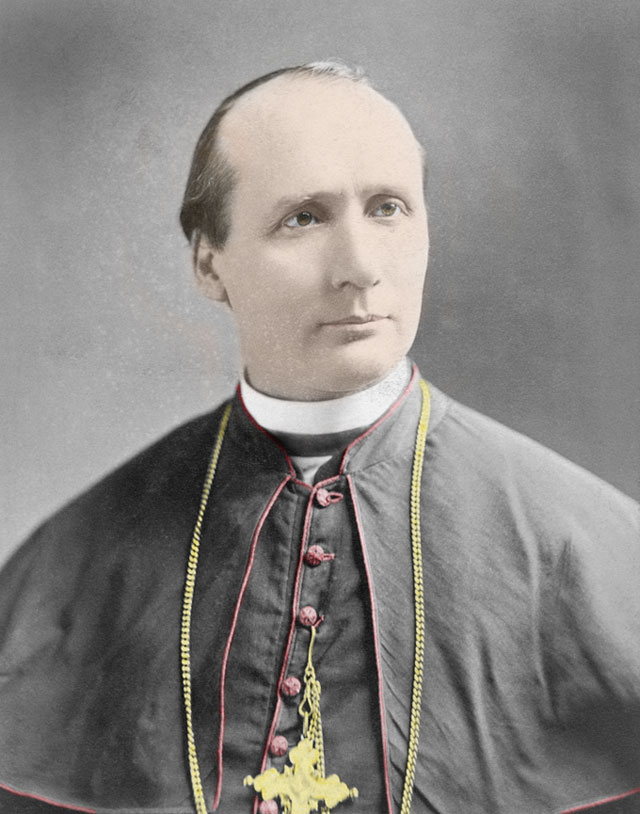
John Joseph Keane

John Joseph Keane (* 12. September 1839 in Killbarn, Irland; † 22. Juni 1918 in Dubuque (Iowa)) war ein irisch-US-amerikanischer Geistlicher und römisch-katholischer Erzbischof von Dubuque.

## Leben
John Joseph Keane empfing am 2. Juli 1866 das Sakrament der Priesterweihe für das Erzbistum Baltimore.
Papst Leo XIII. ernannte ihn am 26. März 1878 zum Bischof von Richmond. Die Bischofsweihe empfing er am 25. August desselben Jahres durch seinen Vorgänger in Richmond, den Erzbischof von Baltimore, James Gibbons. Mitkonsekratoren waren der Bischof von Wheeling, John Joseph Kain, und der Koadjutorbischof von Chicago, Thomas Patrick Roger Foley.
Am 12. August 1888 verzichtete er auf das Bistum Richmond und wurde zwei Tage später zum Titularbischof von Iasus ernannt. Am 29. Januar 1897 wurde er zum Titularerzbischof von Damascus ernannt.
Papst Leo XIII. ernannte ihn schließlich am 24. Juli 1900 zum Erzbischof von Dubuque. Von diesem Amt trat er am 28. April 1911 zurück und wurde zum Titularerzbischof von Cius ernannt.
Seit 1889 war er gewähltes Mitglied der American Philosophical Society.